# درستی به انتفای مقدم
درستی به انتفای مقدم (به انگلیسی: Vacuous truth) (مثلاً می‌گویند که فلان گزاره به انتفای مقدم برقرار است) اصطلاحی است که برای اشاره به آن دسته از گزاره‌های منطقی استفاده می‌شود که در مورد یک مجموعهٔ تهی بیان شده‌اند. می‌توان نشان داد که هر گزاره‌ای که دربارهٔ یک مجموعهٔ تهی بیان شده باشد، از دید منطقی درست است.
انتفای مقدم، معمولاً به این صورت است که یک ویژگی مانند {\displaystyle {\text{B}}} را به تمام اعضای مجموعهٔ {\displaystyle A} که مجموعه‌ای تهی است، نسبت می‌دهد. گزاره همواره درست است؛ زیرا نقیض این گزاره این است که حداقل یک عضو از {\displaystyle A} باشد که ویژگی {\displaystyle {\text{B}}} را نداشته باشد و از آنجایی که {\displaystyle A} تهی است، پس نقیض گزاره نمی‌تواند درست باشد، پس خود گزاره درست است.
با وجود اینکه انتفای مقدم به خودی خود ارزش خاصی ندارد، ولی حالت پایهٔ بسیاری از استقراهای ریاضی می‌باشد.
گزاره ای زمانی به انتفای مقدم نادرست می شود اگر و تنها اگر از مقدم درست به تالی نادرست برسیم. 
نمونه:
هیچ گوشی موبایلی‌ در اتاق روشن نیست. (در واقع اصلا هیچ گوشی موبایلی در اتاق وجود ندارد که بخواهد روشن بودنش مورد بحث قرار گیرد، پس درستی به انتهای مقدم است.) 